# Carmelo Zammit
Carmelo Zammit (ur. 19 grudnia 1949 w Gudji) – maltański duchowny katolicki, biskup Gibraltaru od 2016.

## Życiorys
Święcenia kapłańskie otrzymał 20 lipca 1974 i został inkardynowany do archidiecezji maltańskiej. Po święceniach został wysłany do Gibraltaru i pełnił funkcje m.in. wikariusza sądowego, delegata biskupiego ds. edukacji katolickiej oraz proboszcza kilku miejscowych parafii. W 1998 powrócił na Maltę i został kanclerzem kurii oraz sędzią sądu biskupiego. Od 2005 wikariusz sądowy archidiecezji.
24 czerwca 2016 papież Franciszek mianował go ordynariuszem diecezji Gibraltaru. Sakry udzielił mu 8 września 2016 metropolita Westminsteru - kardynał Vincent Nichols.